# Ballinger (Texas)
Ballinger ist eine Stadt im Runnels County im Bundesstaat Texas der Vereinigten Staaten. Das U.S. Census Bureau hat bei der Volkszählung 2020 eine Einwohnerzahl von 3.619 ermittelt.

## Geographie
Die Stadt liegt etwa 45 Kilometer nordwestlich des geographischen Zentrums von Texas und hat eine Fläche von 8,7 km².

## Religion
In Ballinger gibt es derzeit zwölf verschiedene Kirchen aus neun unterschiedlichen Konfessionen. Unter den zu einer Konfession gehörenden Kirchen ist die Baptistengemeinde mit drei Kirchen am stärksten vertreten. Weiterhin gibt es eine zu keiner Konfession gehörende Kirche (Stand: 2004).

## Demographie
Das durchschnittliche Einkommen eines Haushalts in der Stadt liegt bei 26.129 USD, das durchschnittliche Einkommen einer Familie bei 31.393 USD. Männer haben ein durchschnittliches Einkommen von 24.207 USD gegenüber den Frauen mit durchschnittlich 18.951 USD. Das Pro-Kopf-Einkommen liegt bei 11.917 USD. 17,2 % der Einwohner und 14,3 % der Familien leben unterhalb der Armutsgrenze.

26,9 % der Einwohner sind unter 18 Jahre alt und auf 100 Frauen ab 18 Jahren und darüber kommen statistisch 80,9 Männer. Das Durchschnittsalter beträgt 38 Jahre (Stand: 2000).

## Kriminalität
Die Kriminalitätsrate hat einen Index von 149,9 Punkte. (Vergl. US-Landesdurchschnitt: 330,6 Punkte) (höhere Punkte bedeuten höhere Kriminalität)

2002 gab es 4 tätliche Angriffe auf Personen, 32 Einbrüche, 81 Diebstähle und einen Autodiebstahl.

## Kultur und Sehenswürdigkeiten
Ballinger unterhält eine kleine Bibliothek mit rund 15.700 Büchern, 3350 Audio- und 1040 Video-Dokumenten. Weiterhin gibt es eine Grundschule, eine Junior-High School und eine High School.

## Söhne und Töchter der Stadt
- Julie Condra (* 1970), Schauspielerin
- David Wendell Guion (1892–1981), Pianist und Musikpädagoge